# Eastern Illinois University
Die Eastern Illinois University (EIU) ist eine staatliche Universität in Charleston im US-Bundesstaat Illinois. Die Hochschule wurde 1895 als Eastern Illinois State Normal School gegründet. Derzeit sind nach mehreren Jahren rückläufiger Zahlen 7806 Studenten eingeschrieben.
Die Sportteams der EIU sind die Panthers. Die Hochschule ist Mitglied in der Ohio Valley Conference, das Fußballteam und die Schwimmer nehmen an The Summit League teil.

## Besondere Studienmöglichkeiten
Dank Sponsorentum ist das Lumpkin College of Business and Applied Sciences mit drei Schools: Business, Family and Consumer Sciences mit – als Besonderheit – einem Master of Arts-Programm in Aging Studies und drittens Technologie mit – als Besonderheit – einem Doppel-Master MBA und MSc in erneuerbarer Energie gut und in neuen Gebäuden ausgestattet. Der MBA ist für Studienfortsetzer mit einem Bachelor eventuell mit Ausnutzen von Summer-Courses in einem Jahr möglich.
Das Departement of Communication Disorders and Sciences bietet eine breite – auch klinische – Ausbildung an und ein akkreditiertes Master-Programm in Logopädie. Die Abteilung erfährt besondere Förderung durch die Hochschule als First Choice Program.
Promotionen sind an Eastern nicht möglich.

## Internationaler Austausch
Die Hochschule fördert den Austausch ihrer Studierenden. Abgesehen von den nationalen und internationalen Programmen hat sie auch 12 direkte Austauschprogramme, für den deutschsprachigen Raum sind dies die mit der Julius-Maximilians-Universität Würzburg und der Leuphana Universität Lüneburg. Sonstige ausländische Studierende können bei sehr guten Leistungen Gebührenreduktion auf die In-State-Gebühren erreichen. Auch sind Stipendien für gute Sportler möglich.

## Persönlichkeiten
- Joan Allen (* 1956) – Schauspielerin
- Jimmy Garoppolo (* 1991) – Quarterback der San Francisco 49ers
- Florian Hartleb (* 1979) – deutscher Politikwissenschaftler
- Burl Ives (1909–1995) – Schauspieler und Folksänger
- John Malkovich (* 1953) – Schauspieler (ohne Abschluss)
- Sean Payton (* 1963) – Cheftrainer der New Orleans Saints
- Tony Romo (* 1980) – Ehemaliger Quarterback der Dallas Cowboys, aktueller Football-Kommentator